# Bellinghamské železniční muzeum
Bellinghamské železniční muzeum (Bellingham Railway Museum) se nachází v Bellinghamu, v americkém státě Washington a zobrazuje obrazovou i textovu historii železniční dopravy v Bellinghamu a v okresech Whatcom a Skagit. Nachází se zde také velká modelová železnice, výstava železničních lucern a železniční simulátor postavený na bázi MSTS.